# One for the Road (The Kinks)
One for the Road è un album live del gruppo rock britannico The Kinks pubblicato nel 1980 dall'Arista Records.

## Tracce
- Tutti i brani sono opera di Ray Davies. Tracce non indicate registrate alla Syracuse Arena Landmark Theatre Syracuse, Syracuse, NY, 4 marzo 1980; Fine Arts Center, University of Massachusetts Amherst, Amherst, MA, 6 marzo 1980 e Southeastern Massachusetts University, North Dartmouth, MA, 7 marzo 1980.

1. Opening – 1:43
2. Hard Way – 2:42 The Barn, Rutgers University, New Brunswick, NJ, 3 marzo 1979
3. Catch Me Now I'm Falling – 4:49 Providence Civic Center, Providence, RI, 23 settembre 1979
4. Where Have All the Good Times Gone – 2:16 Lowell Memorial Auditorium, Lowell, MA, 6 marzo 1979
5. Intro: Lola – 0:54 Providence Civic Center, Providence, RI, 23 settembre 1979
6. Lola – 4:47 Providence Civic Center, Providence, RI, 23 settembre 1979
7. Pressure – 1:31 Providence Civic Center, Providence, RI, 23 settembre 1979
8. All Day and All of the Night – 3:45 The Barn, Rutgers University, New Brunswick, NJ, 3 marzo 1979
9. 20th Century Man - 6:19 The Barn, Rutgers University, New Brunswick, NJ, 3 marzo 1979 (omessa nella prima ristampa in CD ma reintegrata nelle successive edizioni)
10. Misfits – 3:57 Providence Civic Center, Providence, RI, 23 settembre 1979
11. Prince of the Punks – 3:52
12. Stop Your Sobbing – 2:38
13. Low Budget – 5:57 Providence Civic Center, Providence, RI, 23 settembre 1979
14. Attitude – 3:52 The Volkhaus, Zurigo, Svizzera, 11 novembre 1979
15. Superman – 6:29 The Volkhaus, Zurigo, Svizzera, 11 novembre 1979
16. National Health – 4:08
17. Till the End of the Day – 2:42
18. Celluloid Heroes – 7:22 The Volkhaus, Zurigo, Svizzera, 11 novembre 1979
19. You Really Got Me – 3:35 Lowell Memorial Auditorium, Lowell, MA, 6 marzo 1979
20. Victoria – 2:34 The Volkhaus, Zurigo, Svizzera, 11 novembre 1979
21. David Watts – 2:05

### Video
1. Opening
2. All Day and All of the Night
3. Intro: Lola
4. Lola
5. Low Budget
6. (Wish I Could Fly Like) Superman
7. Attitude
8. Celluloid Heroes
9. Hard Way
10. Where Have All the Good Times Gone?
11. You Really Got Me
12. Pressure
13. Catch Me Now I'm Falling
14. Victoria
15. Day-O (Banana Boat Song)

## Formazione
- Ray Davies – chitarra, armonica a bocca, tastiere, voce
- Dave Davies – chitarra solista, cori
- Ian Gibbons – tastiere, cori
- Mick Avory – batteria
- Jim Rodford – basso, cori

## Classifica
Album
| Anno | Classifica           | Posizione |
| ---- | -------------------- | --------- |
| 1980 | Billboard Pop Albums | 14        |